# Ceratochrysa ceratina
Ceratochrysa ceratina is een insect uit de familie van de gaasvliegen (Chrysopidae), die tot de orde netvleugeligen (Neuroptera) behoort. 
Ceratochrysa ceratina is voor het eerst wetenschappelijk beschreven door Navás in 1910.